# クィア・アイ
『クィア・アイ 外見も内面もステキに改造』（原題："Queer Eye: More than a Makeover"）は、Netflixで製作され、2018年2月7日から配信されているリアリティ番組シリーズである。

## 概要
本作は、2003年に放映された『クィアアイ』のリブート版である。ゲイとノンバイナリーの5人組である新"ファブ5（ファブ・ファイブ）"（料理とワイン担当のアントニ、ファッション担当のタン、カルチャー担当のカラモ、インテリアデザイン担当のボビー、美容担当のジョナサン）が依頼人の外見と内面をステキに改造していく内容である。
本作はこれまでに計8つのエミー賞に輝いており、LGBTや有色人種コミュニティでの代表作として知られている。
ニューヨークで撮影されたオリジナルシリーズとは対照的に、本作のシーズン1・2はジョージア州、シーズン3はミズーリ州カンザスシティで撮影が行われた。

## 主要キャスト
新"ファブ5"：
- アントニ・ポロウスキ（英語版） – 料理・ワイン担当
- タン・フランス（英語版） – ファッション担当
- カラモ・ブラウン（英語版） – カルチャー・ライフスタイル担当
- ボビー・バーク（英語版） – インテリアデザイン担当
- ジョナサン・ヴァン・ネス（英語版） – 美容担当

## エピソード
| シーズン | シーズン               | 話数       | 話数       | 放送期間      | 放送期間      |
| -------- | ---------------------- | ---------- | ---------- | ------------- | ------------- |
|          | 1                      | 8          | 8          | 2018年2月7日  | 2018年2月7日  |
|          | 2                      | 8          | 8          | 2018年6月15日 | 2018年6月15日 |
|          | スペシャル             | スペシャル | スペシャル | 2018年6月21日 | 2018年6月21日 |
|          | 3                      | 8          | 8          | 2019年3月15日 | 2019年3月15日 |
|          | 4                      | 8          | 8          | 2019年7月19日 | 2019年7月19日 |
|          | クィア・アイ IN JAPAN! | 4          | 4          | 2019年11月1日 | 2019年11月1日 |
|          | 5                      | 10         | 10         | 2020年6月5日  | 2020年6月5日  |

### シーズン1（2018）
| 通算 話数 | シーズン 話数 | タイトル                       | 依頼人    | 撮影地                   | 公開日       |
| --------- | ------------- | ------------------------------ | --------- | ------------------------ | ------------ |
| 1         | 1             | "ブサイクは治らない？"         | Tom       | ジョージア州ダルース     | 2018年2月7日 |
| 2         | 2             | "捕獲"                         | Neal      | ジョージア州アトランタ   | 2018年2月7日 |
| 3         | 3             | "パーティ野郎の卒業式"         | Cory      | ジョージア州ウィンダー   | 2018年2月7日 |
| 4         | 4             | "ゲイらしく生きるか生きないか" | AJ        | ジョージア州アトランタ   | 2018年2月7日 |
| 5         | 5             | "新しいルール"                 | Bobby     | ジョージア州マリエッタ   | 2018年2月7日 |
| 6         | 6             | "レミーのルネサンス"           | Remington | ジョージア州アトランタ   | 2018年2月7日 |
| 7         | 7             | "フツーとの決別宣言"           | Joe       | ジョージア州ノークロス   | 2018年2月7日 |
| 8         | 8             | "放水で交流"                   | Jeremy    | ジョージア州コヴィントン | 2018年2月7日 |

### シーズン2（2018）
シーズン2は2018年6月15日に配信。シーズン2からはベティー・フーのテーマソングが採用されている。シーズン2には、トランスジェンダーの男性や ウォルマートの従業員、若いミュージシャン、市長や大学卒業を目指す男性に焦点を当てたエピソードが含まれている。
| 通算 話数 | シーズン 話数 | タイトル             | 依頼人  | 撮影地                     | 公開日        |
| --------- | ------------- | -------------------- | ------- | -------------------------- | ------------- |
| 9         | 1             | "ゲイに神のご加護を" | Tammye  | ジョージア州ゲイ           | 2018年6月15日 |
| 10        | 2             | "最高のプロポーズ"   | William | ジョージア州ダロネガ       | 2018年6月15日 |
| 11        | 3             | "野獣にも美は必要"   | Leo     | ジョージア州ディケーター   | 2018年6月15日 |
| 12        | 4             | "もう何も怖くない"   | Jason   | ジョージア州アトランタ     | 2018年6月15日 |
| 13        | 5             | "クィアに乾杯"       | Skyler  | ジョージア州アセンズ       | 2018年6月15日 |
| 14        | 6             | "不都合な真実"       | Arian   | ジョージア州ダルース       | 2018年6月15日 |
| 15        | 7             | "旅立ちの時"         | Sean    | ジョージア州メイズビル     | 2018年6月15日 |
| 16        | 8             | "テッドを再び偉大に" | Ted     | ジョージア州クラークストン | 2018年6月15日 |

### スペシャル・シーズン（2018）
2018年6月にオーストラリアニューサウスウェールズ州ヤスで撮影が行われた20分のエピソードがオンライン配信された。
| 通算 話数 | タイトル                 | 依頼人 | 撮影地                       | 公開日        |
| --------- | ------------------------ | ------ | ---------------------------- | ------------- |
| 17        | "原題：Yass, Australia!" | George | ニューサウスウェールズ州ヤス | 2018年6月21日 |

### シーズン3（2019）
| 通算 話数 | シーズン 話数 | タイトル                 | 依頼人                         | 撮影地                     | 公開日        |
| --------- | ------------- | ------------------------ | ------------------------------ | -------------------------- | ------------- |
| 18        | 1             | "女ハンターの大変身"     | Jody                           | ミズーリ州アマゾニア       | 2019年3月15日 |
| 19        | 2             | "大人になれない中年男"   | Joey                           | カンザス州レイシグネ       | 2019年3月15日 |
| 20        | 3             | "ジョーンズ BBQ"         | Deborah/"Little" Mary/"Shorty" | カンザス州カンザスシティ   | 2019年3月15日 |
| 21        | 4             | "結婚式のミラクル"       | Robert                         | ミズーリ州カンザスシティ   | 2019年3月15日 |
| 22        | 5             | "黒人女性の大変革"       | Jess                           | カンザス州ローレンス       | 2019年3月15日 |
| 23        | 6             | "シングルファザーの前進" | Rob                            | カンザス州オレイサ         | 2019年3月15日 |
| 24        | 7             | "ナマケモノをイケメンに" | Thomas                         | ミズーリ州カンザスシティ   | 2019年3月15日 |
| 25        | 8             | "こんにちは赤ちゃん"     | Tony                           | ミズーリ州リーズ・サミット | 2019年3月15日 |

### シーズン4（2019）
| 通算 話数 | シーズン 話数 | タイトル                     | 依頼人   | 撮影地                   | 公開日        |
| --------- | ------------- | ---------------------------- | -------- | ------------------------ | ------------- |
| 26        | 1             | "ひとまず恩返し"             | Kathi    | イリノイ州クインシー     | 2019年7月19日 |
| 27        | 2             | "デキる身障者"               | Wesley   | ミズーリ州カンザスシティ | 2019年7月19日 |
| 28        | 3             | "スケート少女の自慢のパパに" | John     | ミズーリ州カンザスシティ | 2019年7月19日 |
| 29        | 4             | "ワーク・ライフ・バランス"   | Wanda    | ミズーリ州カンザスシティ | 2019年7月19日 |
| 30        | 5             | "たそがれのケニー"           | Kenny    | カンザス州カンザスシティ | 2019年7月19日 |
| 31        | 6             | "2つの文化"                  | Deanna   | ミズーリ州カンザスシティ | 2019年7月19日 |
| 32        | 7             | "戦地から家族の許へ"         | Brandonn | ミズーリ州カンザスシティ | 2019年7月19日 |
| 33        | 8             | "農場主の再出発"             | Matt     | ミズーリ州ハリソンヴィル | 2019年7月19日 |

### クィア・アイ IN JAPAN! (2019)
2019年11月に日本を舞台としたスペシャルシーズンクィア・アイ IN JAPAN！ （全4話）が配信された。ファブ5の東京ツアーガイドとして水原希子、特別ゲストとして渡辺直美が出演した 。
| 通算 話数 | シーズン 話数 | タイトル                 | 依頼人 | 撮影地             | 公開日        |
| --------- | ------------- | ------------------------ | ------ | ------------------ | ------------- |
| 34        | 1             | "自分出演ローマの休日"   | 洋子   | 東京都三鷹市       | 2019年11月1日 |
| 35        | 2             | "クレイジー・イン・ラブ" | 寛     | 東京都新宿二丁目   | 2019年11月1日 |
| 36        | 3             | "理想の女性"             | 香衣   | 神奈川県横浜市中区 | 2019年11月1日 |
| 37        | 4             | "妻のためにもセクシーに" | 誠人   | 東京都北区田端     | 2019年11月1日 |

### シーズン5（2020）
シーズン5はペンシルベニア州フィラデルフィアで撮影が行われ、2020年6月に配信された。
| 通算 話数 | シーズン 話数 | タイトル                         | Hero     | Filming location                           | 公開日       |
| --------- | ------------- | -------------------------------- | -------- | ------------------------------------------ | ------------ |
| 38        | 1             | "牧師の挑戦"                     | Noah     | ペンシルベニア州フィッシュタウン           | 2020年6月5日 |
| 39        | 2             | "トリマーの返り咲き"             | Rahanna  | ペンシルベニア州ジャーマンタウン           | 2020年6月5日 |
| 40        | 3             | "花嫁の父"                       | Kevin    | ノリスタウン                               | 2020年6月5日 |
| 41        | 4             | "ノースフィラデルフィア物語"     | Tyreek   | ペンシルベニア州フィッシュタウン           | 2020年6月5日 |
| 42        | 5             | "Z世代の活動家に愛の手を"        | Abby     | ペンシルベニア州フィラデルフィア           | 2020年6月5日 |
| 43        | 6             | "DJの人生リミックス"             | Ryan     | ニュージャージー州ポイントプレザントビーチ | 2020年6月5日 |
| 44        | 7             | "スウィニー家へようこそ"         | Jennifer | ペンシルベニア州グレノールデン             | 2020年6月5日 |
| 45        | 8             | "魚を愛する父の夢"               | Marcos   | ペンシルベニア州フィラデルフィア           | 2020年6月5日 |
| 46        | 9             | "新米医師のワークライフバランス" | Lilly    | ペンシルベニア州ワイオミッシング           | 2020年6月5日 |
| 47        | 10            | "ボディーロックを救え"           | Nate     | ペンシルベニア州ウェストフィラデルフィア   | 2020年6月5日 |

### シーズン6
新シリーズであるシーズン6は、テキサス州オースティンで撮影が行われていると2020年3月にNetflixが発表した。

## 評価
レビュー収集サイトのRotten Tomatoesではシーズン1は32件のレビューに基づいて97％の承認率を保持し、平均評価は8.23 / 10を獲得した 。Metacriticでは、9人の評論家に基づいた加重平均スコアは100点満点中73点。
シーズン2は、Rotten Tomatoesでは30件のレビューに基づいた承認率は87％であり、平均評価は8.36 / 10を獲得した。Metacriticでは、8人の評論家に基づいたスコアは100点満点中79点。シーズン3は、RottenTomatoesでは12件のレビューに基づいた承認率が92％、平均評価は8/10。シーズン4は、RottenTomatoesでは11件のレビューに基づいた承認率が91％、平均評価は8/10。シーズン5は、RottenTomatoesでは5件のレビューに基づいた承認率が100％、第5シーズンの平均評価は8/10。

## その他出演
ジル・バイデンの募金キャンペーンへの参加

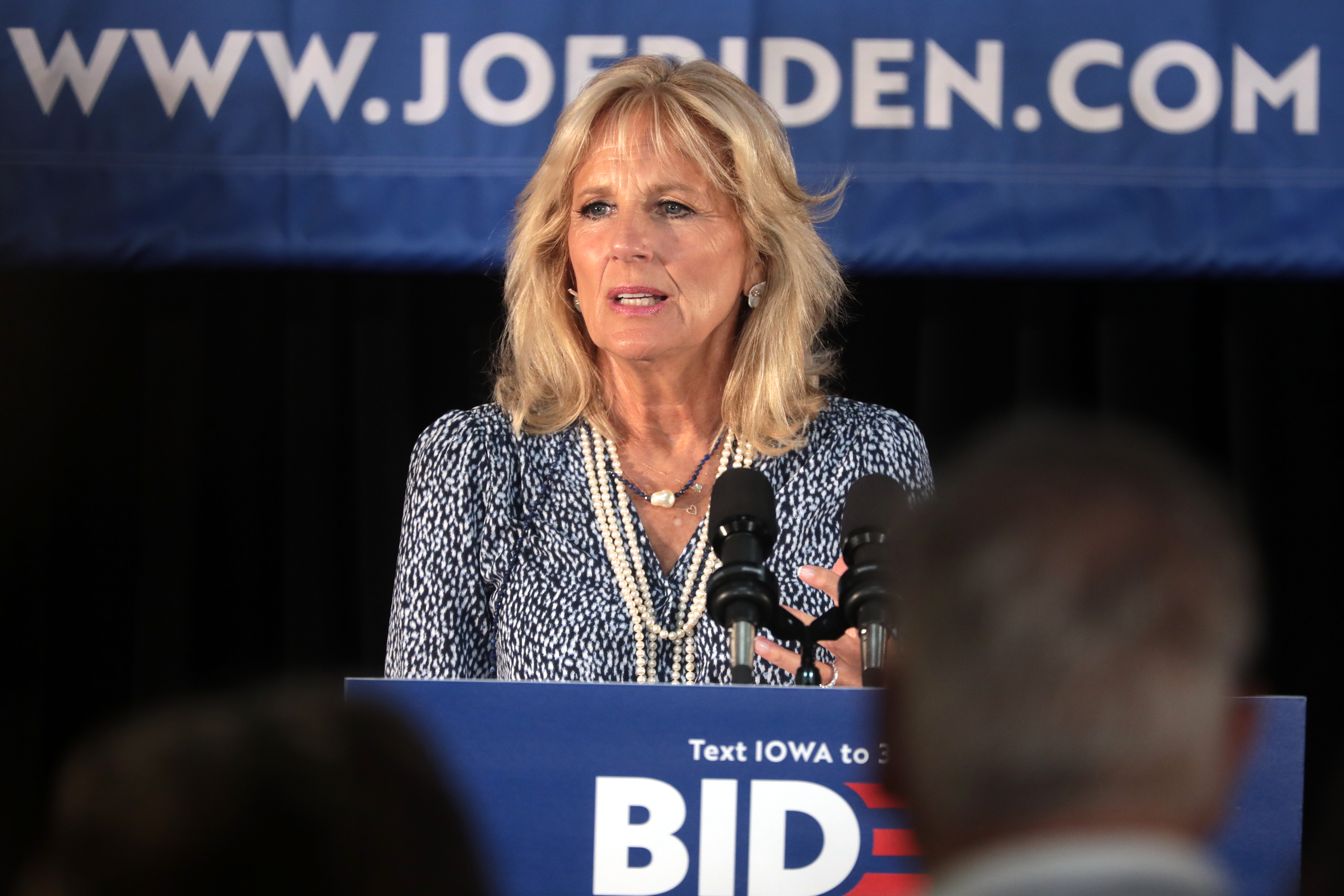
キャンペーン募金活動でのジル・バイデン

ファブ5は、草の根募金活動のためにジル・バイデンと提携した。この活動は、2020年9月1日のジルの夫ジョー・バイデンの米国大統領選挙運動に向けたものである。出演者はジル・バイデンと一緒にビデオを撮影し、ジョー・バイデン氏が次期米国大統領にふさわしいと提唱した。ビデオ内でファブ5は、バイデン氏は言葉通りにCOVID-19のパンデミック、退役軍人のホームレス問題、環境、トランスジェンダーや有色人種に関する問題の影響を最小限に抑えられるとコメントした。
リゾ x Queer Eyeのミュージックビデオ — 「ソウルメイト」への出演
アメリカ歌手・ラッパーのリゾの「ソウルメイト」のMVにアニメキャラクターのファブ5が登場し、2020年6月末にプライド月間を祝ってMVが配信された。
テイラー・スウィフトのミュージックビデオ — 「You Need to Calm Down」への出演
ファブ5は、2019年6月にテイラー・スウィフトの「You Need to Calm Down」のMVに、他のクィア・セレブ達と共に出演。
コメディ・アニメ「ビッグマウス」への出演
Netflix製作のコメディ・アニメビッグマウスにファブ5本人らのパロディ役として声の出演を果たした。